# Carl Radle
Carl Dean Radle (Tulsa, 18 giugno 1942 – 30 maggio 1980) è stato un bassista statunitense, che ha partecipato a diverse tournée con importanti musicisti degli anni sessanta e settanta.

## Carriera musicale
Il successo giunse quando era membro del gruppo Gary Lewis & the Playboys, nel 1965. Radle è maggiormente conosciuto per la lunga collaborazione con Eric Clapton, iniziata nel 1969 con il gruppo Delaney, Bonnie & Friends e proseguita nel 1970 con i Derek and the Dominos, nella quale suonò insieme al batterista Jim Gordon. Sempre nel 1970 partecipò al tour di Joe Cocker denominato Mad Dogs and Englishmen. Partecipò a tutti gli album della carriera solista di Clapton dal 1970 al 1979 e fece parte della band che accompagnava lo stesso Clapton in tour, Eric Clapton & His Band dal 1974 al 1979. All'inizio degli anni settanta, Radle era fidanzato con Nancy Lee Andrews, futura compagna di Ringo Starr.
Partecipò anche al film concerto The Concert for Bangladesh
Morì nel 1980, a 37 anni, per un'infezione renale, per gli effetti dell'abuso di alcol e narcotici.
Alla sua memoria l'amico Eric Clapton ha dedicato il suo album Another Ticket del 1981
.